# Pateena
Pateena is een geslacht van wantsen uit de familie van de Schizopteridae. Het geslacht werd voor het eerst wetenschappelijk beschreven door Hill in 1980.

## Soorten
Het genus bevat de volgende soorten:

- Pateena curta Hill, 1985
- Pateena elimata Hill, 1980
- Pateena elimatula Hill, 1985
- Pateena polymitarior Hill, 1980